# MathWorld
MathWorld es una enciclopedia matemática de referencia, financiada por Wolfram Research Inc., los creadores del software de álgebra computacional Mathematica. También está parcialmente financiada por una beca de la National Science Foundation de los Estados Unidos a la Universidad de Illinois en Urbana-Champaign.

## Historia
Eric W. Weisstein, el creador de la página, era un estudiante de física y astronomía que se acostumbró a tomar apuntes en los cursos de matemáticas que recibía. En 1995 las publicó en Internet bajo el título en inglés "Eric's Treasure Trove of Mathematics". Contenía cientos de páginas y artículos acerca de un amplio rango de temas matemáticos. La página se popularizó al proporcionar una referencia extensa sobre muchos temas relevantes. Weisstein siguió mejorando las notas y aceptando correcciones y comentarios de sus lectores. En 1998, firmó un contrato con CRC Press y los contenidos de la página web fueron publicados en papel y CD-ROM, titulados "CRC Concise Encyclopedia of Mathematics". La versión gratuita en línea pasó a ser solo parcialmente accesible al público. En 1999 Weisstein fue contratado por Wolfram Research, Inc. (WRI), y WRI renombró el Math Treasure Trove como MathWorld, accesible en , y alojado en la página web de la compañía libre de coste.

## Críticas
En el grupo Usenet sci.math, hubo comentarios acerca de la calidad de los artículos de MathWorld. Si bien la información en MathWorld es considerada generalmente correcta, se han encontrado algunas sentencias que son incorrectas o tienen problemas sintácticos.
Mathworld tiene una funcionalidad que permite que los lectores publiquen comentarios en artículos individuales. No se conocen estudios sistemáticos acerca de la consistencia de MathWorld, así como tampoco de otras fuentes de recursos matemáticos en línea, incluyendo la misma Wikipedia, por lo cual la calidad es un tema que permanece en debate y discusión.